# タガンスカヤ駅 (環状線)
座標: 北緯55度44分33秒 東経37度39分13秒 / 北緯55.742405度 東経37.65358度
タガンスカヤ駅（タガンスカヤえき、ロシア語: Таганская）は、モスクワ地下鉄5号線環状線の駅。駅名はタガンスカヤ広場から来ている。

## 駅の場所
サドーヴァヤ環状道路沿いのタガンスカヤ広場にある。

## 歴史
1950年1月1日、環状線（パールク・クリトゥールイ駅 - クールスカヤ駅 間）の開通とともに開業した。なお、その後環状線は1954年3月14日に全線開通し、名前どおりの環状線として完成した。スターリン首相の指示で1954年に、同駅付近に地下基地が建設され
2年後の1956年に完成した。また1956年のキューバ危機には基地内にある会議場でどうするかが話し合われた。
2005年にはタガンスカヤ駅の出口が閉鎖され、老朽化したエスカレータ（1949年設置）の取り替え工事や新たな自動改札機の導入、切符売り場の改善や安全強化、さらには駅の装飾の修繕が行われた。その後2006年に再オープンしている。

## 乗り換え
- タガンスカヤ駅（モスクワ地下鉄7号線）
- マルクシスツカヤ駅（モスクワ地下鉄8号線）